# Cantón de Chamonix-Mont-Blanc
El cantón de Chamonix-Mont-Blanc era una división administrativa francesa que estaba situada en el departamento de Alta Saboya, de la región de Ródano-Alpes.
En aplicación del decreto nº 2014-153 de 13 de febrero de 2014, el cantón de Chamonix-Mont-Blanc fue suprimido el 1 de abril de 2015 y sus cuatro comunas pasaron a formar parte del nuevo cantón del Mont-Blanc.

## Composición
El cantón estaba formado por cuatro comunas:
- Chamonix-Mont-Blanc
- Les Houches
- Servoz
- Vallorcine